# Лемминговая полёвка
Лемминговая полёвка (лат. Alticola lemminus) — вид грызунов рода скальных полёвок.

## Внешний вид
Мелкий мышеобразный грызун: длина тела 9,1—10,5 см, длина хвоста 1,6—2,1 см. Уши небольшие, закруглённые. Окраска меха спины летом пепельно-серая. Брюхо серовато-белёсое. Хвост обычно резко двуцветный — тёмный сверху, беловатый снизу, покрыт короткими редкими волосами. Зимний мех чисто-белого цвета.

## Распространение
Восточная часть Сибири и Чукотка.

## Образ жизни
Населяет склоны, занятые тундрой с участками мелкокаменистых россыпей, в которых устраивает шарообразные гнёзда. Роет норы в тех местах, где позволяет грунт. Летом активна круглосуточно, осенью — только в светлое время суток.

### Питание
Летом питается цветами и листьями различных растений. Осенью — семенами.